# Uwe Reichert
Uwe Reichert (geboren am 17. Dezember 1955) ist ein deutscher Wissenschaftsjournalist mit dem Schwerpunkt Astronomie.
Reichert studierte Astronomie und Physik an der Universität Heidelberg, sein Diplom legte er an der Landessternwarte auf dem Königstuhl ab. 1986 wurde Reichert am Institut für Angewandte Physik in Heidelberg promoviert. Es folgte ein Forschungsstipendium, in dessen Rahmen er sich mit Fragen der nuklearen Rüstungskontrolle beschäftigte.
1989 wechselte Reichert in den Bereich des Wissenschaftsjournalismus: zunächst als Redakteur bei der Zeitschrift Spektrum der Wissenschaft, ab 2006 als Redaktionsleiter und CvD von Sterne und Weltraum. Ab 2008 war er dort der verantwortliche Chefredakteur, auf dieser Position folgte ihm im April 2019 Andreas Müller nach.
Für den 1997 erschienenen Atlas der Sternbilder, den er gemeinsam mit dem Fotografen Eckhard Slawik erstellte, zeichnete Reichert für die Texte und das Layout verantwortlich.
2021 erhielt Reichert den Bruno-H.-Bürgel-Preis der Astronomischen Gesellschaft.